# Torquemada (Espanha)
Torquemada é um município da Espanha na província de Palência, comunidade autónoma de Castela e Leão, de área 83,63 km² com população de 1059 habitantes (2007) e densidade populacional de 13,07 hab/km².

## Demografia
| Variação demográfica do município entre 1991 e 2004 | Variação demográfica do município entre 1991 e 2004 | Variação demográfica do município entre 1991 e 2004 | Variação demográfica do município entre 1991 e 2004 |
| --------------------------------------------------- | --------------------------------------------------- | --------------------------------------------------- | --------------------------------------------------- |
| 1991                                                | 1996                                                | 2001                                                | 2004                                                |
| 1367                                                | 1266                                                | 1129                                                | 1091                                                |